# 黃瑗
黃瑗（1472年—？），字純玉，福建泉州府晉江縣人，民籍，明朝政治人物。

## 生平
弘治十四年（1501年）辛酉科福建鄉試第五十七名舉人。弘治十八年（1505年）中式乙丑科會試第二十三名，三甲第三十八名進士。官至廣東肇慶府知府。

## 家族
曾祖黃仲章；祖父黃大光；父黃勝，母江氏；繼母吳氏。具庆下。兄黄宽，贡士。